# Tejeda y Segoyuela
Tejeda y Segoyuela es un municipio y localidad española de la provincia de Salamanca, en la comunidad autónoma de Castilla y León. Se integra dentro de la comarca del Campo de Salamanca (Campo Charro) y la subcomarca de La Huebra. Pertenece al partido judicial de Salamanca.
Su término municipal está formado por los núcleos de población de Los Arévalos, Monflorido, Puerto de la Calderilla, San Miguel de Asperones, Segoyuela de los Cornejos y Tejeda y Segoyuela, ocupa una superficie total de 44,10 km² y cuenta con una población de 97 habitantes (INE 2024).

## Etimología
El topónimo Tejeda deriva de la voz romana TAXUS, que significa 'tejo' (árbol sagrado de los celtas de hoja perenne), al que se le añade el sujeto abundancial ETUM. Es por tanto un fitotopónimo que equivale a 'bosque de tejos' o lugar muy poblado por esta pequeña conífera, especie que proliferaba en tiempo pretérito por la zona. Segoyuela es de origen prerromano. Deriva de la voz celta SEGOS (Victoria) más el sufijo BRIGA cuyo significado es 'ciudad'. Evoluciona a Segovia, sumándole el sufijo diminutivo UELA, evolucionando a Segoyuela.
La primera forma con las que aparece documentada la localidad de Tejeda data del 9 de junio de 1220, en un escrito de intercambio de propiedades dado entre el obispo salmantino y el Cabildo catedralicio, realizado en San Pelayo de Cañedo, en el cual se menciona a la actual Tejeda con la denominación de Teyeda.

## Geografía
Esta localidad se encuentra situada en la parte norte de la Sierra Mayor, que a su vez forma parte de la cadena montañosa de la sierra de Francia. Desde todo el municipio se puede contemplar la magnífica belleza paisajística de estas cumbres, en la que el visitante que se acerque a esta zona de la provincia de Salamanca podrá realizar senderismo y diversas actividades relacionadas con el turismo rural. Al igual que el resto de pueblos del interior peninsular, con el paso de los años Tejeda y Segoyuela ha perdido a la gran mayoría de su población. 

### Clima
El clima es benigno y sano, de carácter continental y bastante extremo. Los inviernos fríos, secos y largos. A veces aparecen días muy soleados, durante el día, bajando drásticamente las temperaturas al anochecer, a veces por debajo de los cero grados centígrados. Los veranos calurosos, alcanzando a veces altas temperaturas, más bien cortos. En general se puede decir que desde abril a septiembre la temperatura es agradable, siendo la mejor época para residir en esta hermosa villa.

## Historia

### Edad Media

#### Siglos XII-XIV
La fundación de Tejeda y de Segoyuela se remonta al proceso general de repoblación llevado a cabo por los reyes de León en la Alta Edad Media, quedando integrados con los nombres de Texeda y de Segobia en el arciprestazgo de la Valdobla de la jurisdicción de Salamanca, dentro del Reino de León.
El 10 de agosto de 1355 el rey Pedro I de Castilla cedió a Alfonso Pérez de Tejeda el señorío de Tejeda junto con todos sus términos, jurisdicciones, pechos y derechos. Y a la muerte del anterior, el señorío de Tejeda fue heredado por su sobrino Juan Alfonso de Tejeda, que en 1354 era alcaide del alcázar de Salamanca y estaba casado con una dama llamada Beatriz González, con quien no tuvo descendencia. Y Juan Alfonso fue también señor de Santa Olalla, Aldeavieja y Navarredonda.
Y el 27 de febrero de 1370, en Ciudad Rodrigo, Juan Alfonso de Tejeda instituyó un mayorazgo a favor de su hermano menor, Alfonso López de Tejeda, que llegó a ser señor de Tejeda, Aldeavieja, Navarredonda, Arévalo y La Rivera, comendador de Montánchez, Montalbán, Castrotorafe y Peñausende en la Orden de Santiago, en la que alcanzaría la dignidad de maestre electo, y también alcaide de los alcázares de Segovia y de Zamora.

#### SigloXV
El noble salmantino del bando de Santo Tomé, Fernando de Texada, entre los años 1450-1453, despobló el lugar de Arévalo (hoy en día la finca de Los Arévalos), Arevalillo y ocupó Navarredonda, desplazando a los pobladores de estas tierras hacia su señorío de Tejeda.
Con el título de Señor de Tejeda, Fernando de Tejeda se oponía a la jurisdicción de Salamanca. Llegó a tener en la Villa, horca (hoy en día se conserva un lugar denominado “Teso de la Horca” y que la tradición dice que es donde estaba la famosa horca) y alcaldes y usa de la jurisdicción civil e criminal en ella.
La acción de este noble salmantino es continuación de la de su predecesor, Alonso de Tejeda, que ya había sido denunciado en la pesquisa de 1433.

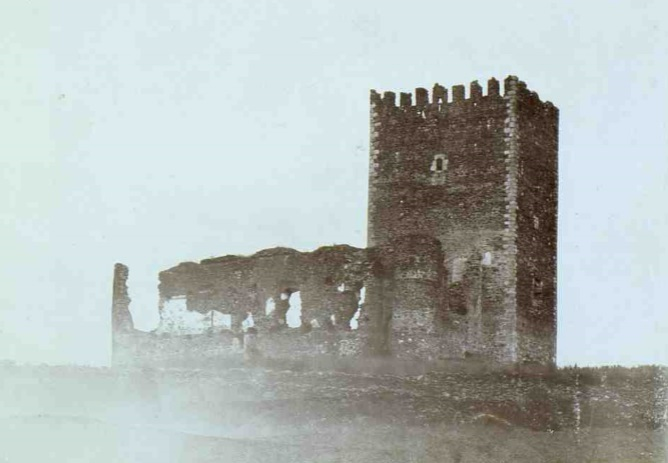
Aspecto del castillo de Tejeda a principios del.

En el año 1453 construye una casa fuerte (castillo), que se compone de una torre del homenaje grande y rectangular, que tuvo suelos de madera, con troneras para cañones; un recinto cuadrado de 23 metros de lado con pequeños cubos en los ángulos o esquinas y otro resguardado en la puerta; habitaciones adheridas a él por dentro, más afuera, una barcana, actualmente destruida y foso. Su construcción es de pizarra con mortero y esquinas de granito.
Cuando se lleva a efecto por el corregidor de Salamanca la requisitoria dada contra el Señor de Tejeda, el corregidor correspondiente va al lugar de Tejeda y mandó llamar a concejo, para lo cual hizo repicar a campana tañida para que los vecinos se ajuntasen con él a concejo, en la parte de la iglesia donde estaba el corregidor. Repicando dos y tres veces no vino ninguno de los vecinos…. Viendo el corregidor que no venían, mandó venir a las mujeres, que estaban en el cementerio o en la iglesia y les preguntó que donde estaban los hombres vecinos del lugar. E recibió juramento de algunas de ellas e dixeron que eran idos por mandado de D. Fernando de Texeda o por miedo a que la prendasen sus bienes e tomaran sus faciendas e azotarlos e facer otros males.
El corregidor mandó destruir la horca y quemó los palos de la misma. Tomó posesión de la jurisdicción civil y criminal para la ciudad de Salamanca. Más tarde nombró jurados que sustituían a los alcaldes nombrados por Fernando de Texeda. Estos intentaron destruir el castillo, símbolo de la opresión señorial.

### Edad Contemporánea
Con la creación de las actuales provincias en 1833, tanto Tejeda como Segoyuela de los Cornejos quedaron encuadrados en la provincia de Salamanca, dentro de la Región Leonesa.
Hacia mediados del siglo XIX, el lugar, por entonces con ayuntamiento propio, tenía contabilizada una población de 245 habitantes. Aparece descrito en el decimocuarto volumen del Diccionario geográfico-estadístico-histórico de España y sus posesiones de Ultramar de Pascual Madoz con las siguientes palabras:

TEJADA: v. con ayunt. al que estan agregados las alq. y desp. de Los Arevalos, Monflorido, Pedraza, Puerto de la Calderilla y San Miguel de Asperones en la prov. y dióc. de Salamanca (8 leg.), part. jud. de Sequeros (4 1/2), aud. terr. de Valladolid (30) y c. g. de Castilla la Vieja: sit. en la cima de una pequeña colina bien ventilada; el clima aunque frio es sano. Se compone de unas 70 casas, entre ellas la del ayunt. en la que se halla la cárcel, y la escuela de instruccion primaria concurrida por 20 niños; una fuente de buenas aguas de las que usan los vec.; igl. parr. (San Antonio) perteneciente al beneficio de la Valdobla; un cementerio que en nada perjudica á la salud pública. Confina el térm. por el N. con el de Segoyuela de los Conejos; E. los Arevalos; S. Rinconada, y O. San Miguel de Asperones; nada hay en él de notable. El terreno es ligero, pizarroso y parte de regadio con las aguas de algunos manantiales; hay una deh. con pastos y mucho arbolado de encinas. caminos: la calzada de Sequeros á Salamanca y sierra de Francia. El correo se busca en la carteria de Tamames. prod.: granos de todas clases, garbanzos y mucho lino, hay ganado lanar, vacuno y de cerda y caza menor. pobl.: 50 vec., 245 alm. riqueza prod.: 151,000 rs. imp.: 7,550.
(Madoz, 1849, p. 684)

Se fusionó con Segoyuela de los Cornejos en torno a 1850. Debido a esta fusión en el mismo municipio, el 2 de julio de 1916, la localidad cambió su denominación oficial de Tejeda por la de Tejeda y Segoyuela.

## Demografía
Cuenta con una población de 97 habitantes (INE 2024).

### Evolución demográfica
| Gráfica de evolución demográfica de Tejeda y Segoyuela entre 1857 y 2021 |
| |
| Población de derecho según los censos de población del INE Población de hecho según los censos de población del INEEn estos censos se denominaba Tejeda: 1857, 1860, 1877, 1887, 1897, 1900 y 1910 Entre el censo de 1857 y el anterior, aparece este municipio porque se fusionan los municipios 375041 (Segoyuela de los Cornejos) y 375043 (Tejeda) |

### Núcleos de población
El municipio se divide en varios núcleos de población, que poseían la siguiente población en 2015 según el INE.
| Núcleo de población       | Población |
| ------------------------- | --------- |
| Tejeda y Segoyuela        | 49        |
| Puerto de la Calderilla   | 19        |
| Segoyuela de los Cornejos | 16        |
| San Miguel de Asperones   | 9         |
| Los Arévalos              | 4         |
| Monflorido                | 3         |

## Monumentos y lugares de interés

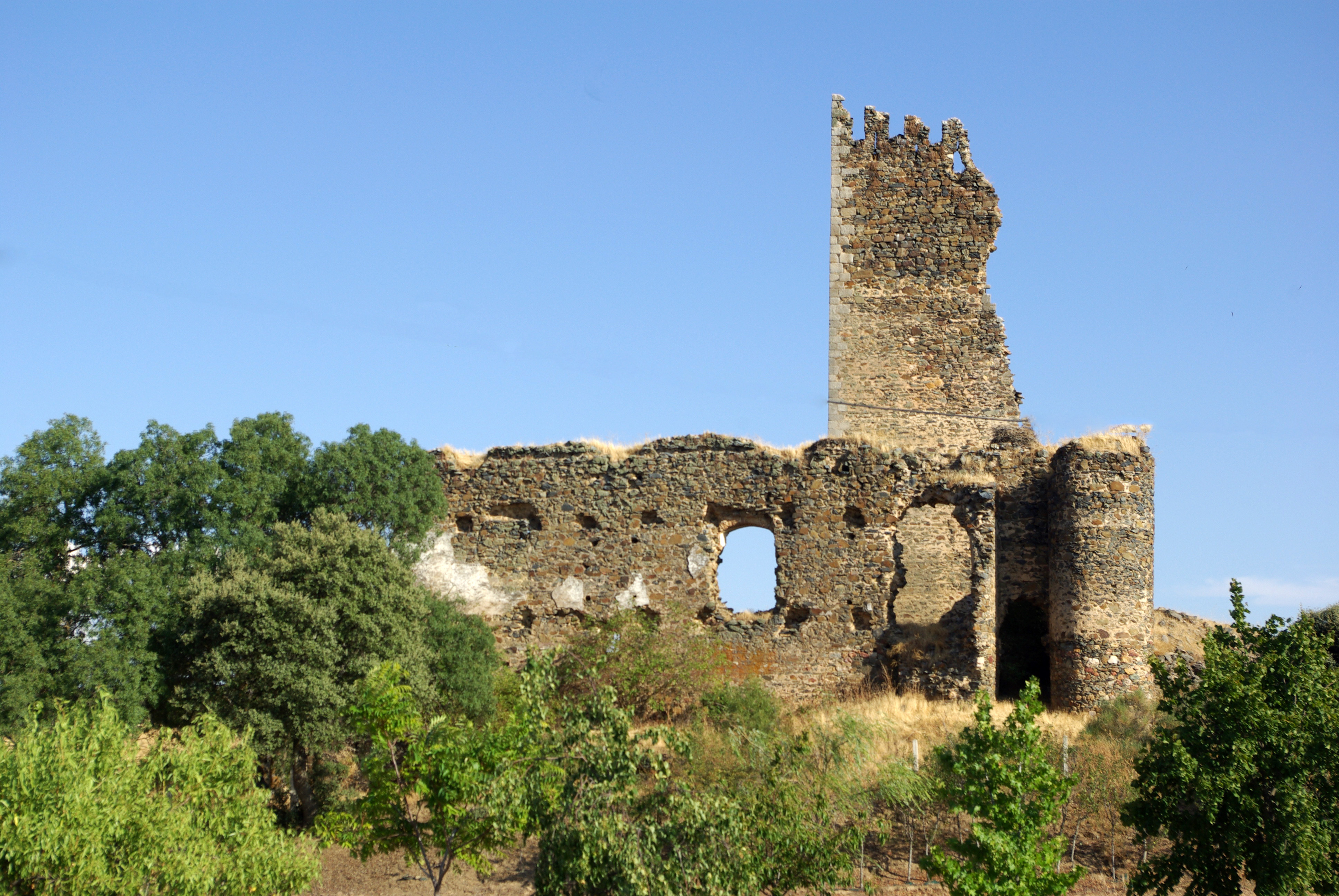
Castillo de Tejeda.

- Castillo, siglo XV, descrito anteriormente, construido en pizarra trabada con mortero y esquinas de granito, se encuentra en estado de progresiva ruina y deterioro. Aún se pueden contemplar los restos de una gran torre y de un recinto cuadrado fortificado. Bajo la protección de la Declaración genérica del Decreto de 22 de abril de 1949, y la Ley 16/1985 sobre el Patrimonio Histórico Español.

- Convento, llamado de San Antonio, de Padres Franciscanos menores observantes, de la provincia de San Miguel que fue fundado en el año 1561 por Alonso López de Texeda y su esposa Catalina de Robles.

- Iglesia de Santa María Magdalena, probablemente de finales del siglo XV. En su entrada hay un escudo de la familia Texeda, al igual que en el interior donde se pueden ver otros tres escudos de la misma familia.

## Cultura

### Fiestas
- 3 de febrero, en honor a San Blas.
- 13 de junio, en honor a San Antonio.

## Administración y política
| Partido político                              | 2019  | 2019  | 2019       | 2015  | 2015  | 2015       | 2011  | 2011  | 2011       | 2007  | 2007  | 2007       | 2003  | 2003  | 2003       |
| Partido político                              | %     | Votos | Concejales | %     | Votos | Concejales | %     | Votos | Concejales | %     | Votos | Concejales | %     | Votos | Concejales |
| Partido Popular (PP)                          | 52,31 | 34    | 2          | 58,21 | 39    | 5          | 59,46 | 44    | 5          | 60,00 | 48    | 4          | 72,60 | 53    | 4          |
| Partido Socialista Obrero Español (PSOE)      | 4,62  | 3     | 0          | 8,96  | 6     | 0          | 16,22 | 12    | 0          | 16,25 | 13    | 1          | 24,66 | 58    | 1          |
| Vox                                           | 26,15 | 17    | 1          | —     | —     | —          | —     | —     | —          | —     | —     | —          | —     | —     | —          |
| Unión del Pueblo Salmantino (UPSa)            | —     | —     | —          | —     | —     | —          | —     | —     | —          | 7,5   | 6     | 0          | —     | —     | —          |
| Unidad Regionalista de Castilla y León (URCL) | —     | —     | —          | —     | —     | —          | —     | —     | —          | —     | —     | —          | 1,37  | 1     | 0          |